# Psammobatis extenta
Psammobatis extenta is een vissoort uit de familie van de Arhynchobatidae. De wetenschappelijke naam van de soort is voor het eerst geldig gepubliceerd in 1913 door Garman.